# 霍瓦尔·努尔特韦特
霍瓦尔·努尔特韦特（挪威語：Håvard Nordtveit，1990年6月21日—），是一名挪威足球運動員，司職後衛，現時效力德甲球會賀芬咸。

## 生平

### 球會
努尔特韦特出道於本土球會海于格松（FK Haugesund），年僅16歲已首度為一隊上陣。2007年被英超球隊阿仙奴收購作為青年隊的成員，轉會費初步為50萬英鎊，待上陣一隊滿40場後可增加至200萬英鎊。努尔特韦特其後獲提升上預備隊，更被委任為隊長。他先後被短暫借用到西乙的薩拉曼卡（UD Salamanca）及家鄉的利尼史特朗汲取上陣經驗，2009年7月29日獲外借到德甲升班馬紐倫堡一個球季，雖然擔任不是最擅長的防守中場位置，仍然取得20次上陣機會，協助球隊成功護級。
返回阿仙奴後努尔特韦特隨同一隊操練，在球隊首場季前熱身賽對獲派正選上陣，更隨隊到奧地利集訓，對格拉茨的友賽踢足全場。領隊雲加將努尔特韦特置於右閘位置，希望汲取更多經驗後才擔任其擅長的中堅席位。
2010年12月20日阿仙奴與慕遜加柏達成協議，以80萬英鎊將於2011年7月約滿的努尔特韦特送到德甲。

### 國家隊
努尔特韦特曾代表挪威各級青少年隊參加國際賽，並擔任隊長之職。

## 外部連結
- 阿仙奴 努尔特韦特球員檔案
- soccerbase 努尔特韦特球員檔案
- espn 努尔特韦特球員檔案 （页面存档备份，存于）